# Thaumasura nigricornis
Thaumasura nigricornis är en stekelart som först beskrevs av Cameron 1912.  Thaumasura nigricornis ingår i släktet Thaumasura och familjen puppglanssteklar. Inga underarter finns listade i Catalogue of Life.